# Acheilognathus elongatus
Acheilognathus elongatus е вид лъчеперка от семейство Шаранови (Cyprinidae). Видът е критично застрашен от изчезване.

## Разпространение
Видът е разпространен само в плитки води по бреговете на езерото Дианчи в Китай.